# 文山寺
文山寺，始建于南宋，位于江苏省苏州市姑苏区文丞相弄30号，是苏州市区唯一的尼姑庵，为江苏省重点寺院、苏州市文物保护单位。明正德千年（公元1515年）为纪念南宋名臣文天祥曾在此建立忠烈祠，清嘉靖二十年（公元1541年）迁祠于他处，此处遂改为文山寺。

## 历史
文山寺又名文山潮音禅寺，或文丞相祠，由文山寺、潮音庵、云林庵三座寺庙合并而来。潮音庵建于南宋，历史最早，规模较大，时为名刹。太平天国时期，潮音庵被兵乱所毁，历经多年方才修复。文山寺建于明正德年间，最初为文山祠（又名忠烈祠），南宋名臣文天祥（号文山）曾在苏州守城抗敌，其家眷又曾暂住于潮音庵中，故在潮音庵旁建祠纪念。后忠烈祠迁往他处，此地改为文山寺。至民国年间，三寺合一，改为文山潮音禅寺。翻建殿宇65间，规模宏大。
1958年成为尼众道场，文觉法师为首任住持。但到了文化大革命期间（1966-1976年），文山寺遭到破坏，佛像被毁，法器荡然无存，殿宇被占，尼师被遂，被多家厂房占用。1988-89年复寺并重修，1990年对外开放，现是苏州市区唯一的比丘尼道场。

## 结构
文山寺现有占地2300平方米，建筑面积约3000平方米。寺院山门为韦驮殿，其后大雄宝殿为重檐庑殿顶、楠木柱，具明朝风格，内供释迦牟尼、海岛观音像，再后净业堂供观音菩萨立像，二楼为藏经楼，藏有清代大藏经、元代千手观音像、卧佛像等。院东为纪念文天祥的文山厅、全铜铸造的无量光塔、斋房等，院西为僧寮、库房、客房等，配有花圃回廊。文山寺大殿前两侧的廊壁上，嵌有明清时期各大家书写镌刻的古碑刻数块，皆有文物价值。
1998年11月24日，苏州市人民政府公布，其入选第四批苏州市文物保护单位。